# 1st Infantry Division (United States Army)
La 1ª Divisione di Fanteria è una divisione dell'Esercito degli Stati Uniti.

## Distintivo
Anche se di foggia semplice, un "1" rosso in uno scudetto pentagonale di colore verde oliva, il distintivo da braccio della 1ª Divisione di fanteria dell'esercito degli Stati Uniti è divenuto molto popolare, dando anche il nome alla divisione: "The Big Red One" (Il grande uno rosso).

## Storia

### Prima guerra mondiale
La 1ª Divisione di fanteria nacque il 24 maggio 1917 nello stato di New York come First Expeditionary Division (1ª Divisione dal 6 luglio), destinata all'invio in Francia. La sua composizione iniziale comprendeva due brigate, ognuna delle quali contava due reggimenti. Le prime unità salparono da New York e Hoboken il 14 giugno 1917 e sbarcarono a Liverpool e Saint-Nazaire, furono poi inviate in combattimento in Piccardia e nelle Argonne.

### Seconda guerra mondiale
Riorganizzata più volte nel dopoguerra, la Divisione venne riattivata il giorno prima dell'attacco di Pearl Harbor e quindi mandata in Florida, dove il 1º agosto 1942 assunse definitivamente la denominazione di 1ª Divisione di Fanteria.
Tre mesi dopo, in novembre, prese parte all'Operazione Torch, l'invasione delle colonie francesi nel nord Africa, e ai successivi combattimenti in Tunisia.
Nel luglio 1943 partecipò allo sbarco in Sicilia e alla successiva campagna fino ad agosto, quando venne trasferita in Inghilterra.
La 1ª Divisione di Fanteria sbarcò in Normandia il 6 giugno 1944 sulla spiaggia di Omaha Beach, subendo gravi perdite. Rimase in linea durante tutta la campagna di Normandia; alla fine del dicembre 1944 combatté nelle Ardenne e quindi partecipò alla successiva avanzata in Germania attraverso la testa di ponte di Remagen.
Alla fine della campagna nel nord Europa la divisione era rimasta in linea per un totale di 292 giorni subendo 29.005 perdite con un avvicendamento del 205,9%. Quando infine la Germania si arrese la divisione si trovava in territorio cecoslovacco.

### Nel secondo dopoguerra

#### Vietnam
Dopo la seconda guerra mondiale la divisione fu schierata in Corea nel 1950 e poi fu ritirata una volta concluso il conflitto, in seguito fu inviata in Vietnam tra l'estate 1965 e l'aprile 1970, dove per cinque anni è stata impegnata in aspri combattimenti contro l'esercito nordvietnamita e i guerriglieri Vietcong nel corso della sanguinosa guerra del Vietnam. Il "Big Red One" venne assegnato al settore centrale del Vietnam del Sud alle dipendenze della II Field Force, Vietnam e partecipò, al comando dell'aggressivo generale William E. DePuy, a numerose operazioni search and destroy come l'operazione Cedar Falls e l'operazione Junction City che tuttavia ottennero solo risultati limitati e temporanei e costarono pesanti perdite. Dopo aver combattuto durante l'offensiva del Têt nel settore di Saigon, la divisione venne progressivamente ritirata secondo il piano di vietnamizzazione del conflitto.

#### Kuwait e Iraq
L'8 novembre 1990, in seguito all'invasione del Kuwait da parte dell'Iraq avvenuta 3 mesi prima, la divisione venne inviata in prima linea nel nord dell'Arabia Saudita per partecipare alla guerra del Golfo, sotto il comando del maggior generale Thomas G. Rhame. Una brigata di manovra della divisione (1st Brigade) da Fort Riley è stato completato con l'aggiunta di due battaglioni meccanizzati (1st Battalion, 34th Armor e 2nd Battalion, 34th Armor) e un battaglione di fanteria (5th Battalion, 16th Infantry).
Il 24 febbraio 1991, dopo 3 mesi di permanenza, le forze alleate, sotto l'ordine del presidente George H. W. Bush e del generale Norman Schwarzkopf, danno il via alla campagna terrestre per liberare il Kuwait durante l'Operazione Desert Storm.
In meno di 4 giorni la divisione, con l'appoggio di mezzi corazzati M2 Bradley, riuscì a sconfiggere nel deserto dell'Iraq meridionale le ultime sacche di resistenza della Guardia Repubblicana irachena del dittatore Saddam Hussein, attaccando diverse trincee-bunker e facendo circa 11.400 prigionieri tra soldati iracheni dopo che questi hanno subìto molte perdite nei brevi combattimenti. I prigionieri iracheni verranno poi rimpatriati dopo la guerra.
In seguito, il 28 febbraio la divisione ha assunto posti di blocco presso l'autostrada della morte a nord del Kuwait per annientare la ritirata irachena dall'emirato e, dopo la firma dell'armistizio avvenuta nel campo di aviazione di Safwan, torna in patria il 10 maggio 1991.

### Anni 2000
Dopo gli anni novanta la divisione ha preso parte infine anche alle missioni di pace in Kosovo e alle guerre in Iraq e Afghanistan.

### Organizzazione
Al gennaio 2019, la Divisione comprende le seguenti unità:
- Division Headquarters & Headquarters Battalion - "Defenders"
  -  Headquarters & Support Company
  -  Operations Company
  -  Intelligence & Sustainment Company
  -  Signal Company
  - 1st Infantry Division Band
  - 19th Public Affairs Detachment
- 1st Armored Brigade Combat Team - "Devil Brigade"
  -  Headquarters & Headquarters Company - "Regulators"
  -  2nd Combined Arms Battalion, 34th Armor Regiment - "The Dreadnaughts"
    -  Headquarters & Headquarters Company
    -  Company A (Armor)
    -  Company B (Armor)
    -  Company C (Mech Infantry)

  -  3rd Combined Arms Battalion, 66th Armor Regiment - "Burt's Knights"
    -  Headquarters & Headquarters Company
    -  Company A (Armor)
    -  Company B (Armor)
    -  Company C (Mech Infantry)

  -  1st Combined Arms Battalion, 16th Infantry Regiment - "Iron Rangers"
    -  Headquarters & Headquarters Company
    -  Company A (Mech Infantry)
    -  Company B (Mech Infantry)
    -  Company C (Armor)

  -  1st Squadron, 4th Cavalry Regiment - "Quarterhorse"
    -  Headquarters & Headquarters Troop
    -  Troop A
    -  Troop B
    -  Troop C
    -  Troop D (Armor)

  -  1st Battalion, 5th Field Artillery Regiment - "Hamilton's Own"
    -  Headquarters & Headquarters Battery
    -  Battery A (Paladin)
    -  Battery B (Paladin)
    -  Battery C (Paladin)

  -  1st Brigade Engineer Battalion - "Diehard"
    -  Headquarters & Headquarters Company
    -  Company A (Combat Engineer)
    -  Company B (Combat Engineer)
    -  Company C (Signal Network Support)
    -  Company D (-) (Military Intelligence)
      - TUAS Platoon - Equipaggiato con 4 RQ-7B Shadow

  -  101st Brigade Support Battalion - "Guardians"
    -  Headquarters & Headquarters Company
    -  Company A (DISTRO)
    -  Company B (Maint)
    -  Company C (MED)
    -  Company D (Forward Support), aggregata al 1st Squadron, 4th Cavalry Regiment
    -  Company E (Forward Support), aggregata al 1st Brigade Engineer Battalion
    -  Company F (Forward Support), aggregata al 1st Battalion, 5th Field Artillery Regiment
    -  Company G (Forward Support), aggregata al 1st Combined Arms Battalion, 16th Infantry Regiment
    -  Company H (Forward Support), aggregata al 2nd Combined Arms Battalion, 34th Armor Regiment
    -  Company J (Forward Support), aggregata al 3rd Combined Arms Battalion, 66th Armor Regiment
- 2nd Armored Brigade Combat Team - "Dagger Brigade"
  -  Headquarters & Headquarters Company
  -  2nd Combined Arms Battalion, 70th Armor Regiment - "Strike Swiftly"
    -  Headquarters & Headquarters Company
    -  Company A (Armor)
    -  Company B (Armor)
    -  Company C (Mech Infantry)

  -  1st Combined Arms Battalion, 63rd Armor Regiment - "Dragons"
    -  Headquarters & Headquarters Company
    -  Company A (Armor)
    -  Company B (Armor)
    -  Company C (Mech Infantry)

  -  1st Combined Arms Battalion, 18th Infantry Regiment - "Vanguards"
    -  Headquarters & Headquarters Company
    -  Company A (Mech Infantry)
    -  Company B (Mech Infantry)
    -  Company C (Armor)

  -  5th Squadron, 4th Cavalry Regiment - "Long Knife"
    -  Headquarters & Headquarters Troop
    -  Troop A
    -  Troop B
    -  Troop C
    -  Troop D (Armor)

  -  1st Battalion, 7th Field Artillery Regiment - "First Lightening"
    -  Headquarters & Headquarters Battery
    -  Battery A (Paladin)
    -  Battery B (Paladin)
    -  Battery C (Paladin)

  -  82nd Brigade Engineer Battalion - "Blue Babes"
    -  Headquarters & Headquarters Company
    -  Company A (Combat Engineer)
    -  Company B (Combat Engineer)
    -  Company C (Signal Network Support)
    -  Company D (-) (Military Intelligence)
      - TUAS Platoon - Equipaggiato con 4 RQ-7B Shadow

  -  299th Brigade Support Battalion - "Lifeline"
    -  Headquarters & Headquarters Company
    -  Company A (DISTRO)
    -  Company B (Maint)
    -  Company C (MED)
    -  Company D (Forward Support), aggregata al 5th Squadron, 4th Cavalry Regiment
    -  Company E (Forward Support), aggregata al 82nd Brigade Engineer Battalion
    -  Company F (Forward Support), aggregata al 1st Battalion, 7th Field Artillery Regiment
    -  Company G (Forward Support), aggregata al 1st Combined Arms Battalion, 18th Infantry Regiment
    -  Company H (Forward Support), aggregata al 1st Combined Arms Battalion, 63rd Armor Regiment
    -  Company J (Forward Support), aggregata al 2nd Combined Arms Battalion, 70th Armor Regiment
- Combat Aviation Brigade - "Demon Brigade"
  -  Headquarters & Headquarters Company - "Archangels"
  -  1st Attack Reconnaissance Battalion, 1st Aviation Regiment - "Gunfighters"
    -  Headquarters & Headquarters Company
    -  Company A (Attack/Recon) - Equipaggiata con 8 AH-64D
    -  Company B (Attack/Recon) - Equipaggiata con 8 AH-64D
    -  Company C (Attack/Recon) - Equipaggiata con 8 AH-64D
    -  Company D (AVUM)
    -  Company E (Forward Support)

  -  2nd General Support Battalion, 1st Aviation Regiment - "Fighting Eagles"
    -  Headquarters & Headquarters Company
    -  Company A (Command) - Equipaggiata con 8 UH-60M
    -  Company B (Heavy Lift) - Equipaggiata con 12 CH-47H
    -  Company C (MEDEVAC) - Equipaggiata con 15 HH-60M
    -  Company D (AVUM)
    -  Company E (Forward Support)
    -  Company F (ATS)

  -  3rd Assault Helicopter Battalion, 1st Aviation Regiment - "Nightmares"
    -  Headquarters & Headquarters Company
    -  Company A (Assault) - Equipaggiata con 10 UH-60M
    -  Company B (Assault) - Equipaggiata con 10 UH-60M
    -  Company C (Assault) - Equipaggiata con 10 UH-60M
    -  Company D (AVUM)
    -  Company E (Forward Support)

  -  1st Heavy Attack Reconnaissance Squadron, 6th Cavalry Regiment - "The Fighting Sixth"
    -  Headquarters & Headquarters Troop
    -  Troop A (Attack/Recon) - Equipaggiata con 8 AH-64D e 4 RQ-7B Shadow
    -  Troop B (Attack/Recon) - Equipaggiata con 8 AH-64D e 4 RQ-7B Shadow
    -  Troop C (Attack/Recon) - Equipaggiata con 8 AH-64D e 4 RQ-7B Shadow
    -  Troop D (AVUM)
    -  Troop E (Forward Support)

  -  Company F, 1st Aviation Regiment - Equipaggiata con 12 MQ-1C Gray Eagle
  -  601st Aviation Support Battalion - "Guardians"
    -  Headquarters & Headquarters Company
    -  Company A (DISTRO)
    -  Company B (AVIM)
    -  Company C (Signal Network)
- Field Artillery Brigade
  -  Headquarters & Headquarters Battery, Division Artillery - "Drumfire"
- Sustainment Brigade - "Durable"
  - Headquarters & Headquarters Company
  -  Special Troops Battalion - "Reliables"
    -  Headquarters & Headquarters Company
    -  267th Signal Company

  -  541st Combat Sustainment Support Battalion - "Pacesetters"
    - Headquarters & Headquarters Company
    -  1st Maintenance Company
    -  526th Quartermaster Company
    -  24th Transportation Company (Composite Truck)
    - 165th Movement Control Team
    - 266th Movement Control Team

## Membri noti
- Timothy McVeigh
- Frank Ellis Bamford, comandante della divisione

## Filmografia
- Il grande uno rosso (The Big Red One), film diretto da Samuel Fuller (1980)

## Videogiochi
- Call of Duty 2: Big Red One, videogioco della Treyarch che dà la possibilità al giocatore di combattere le battaglie combattute dalla divisione nella Seconda guerra mondiale.
- Call of Duty: WWII, videogioco sviluppato da Activision e Sledgehammer Games. Il giocatore impersona il soldato di fanteria Ronald "Red" Daniels, membro della 1ª Divisione fanteria dell'esercito Statunitense, combattendo le battaglie che hanno contraddistinto il secondo conflitto mondiale, dallo sbarco in Normandia fino alle sponde del Reno, con la conquista alleata del ponte di Remagen.